# Astro Boy: Omega Factor
Astro Boy: Omega Factor (jap. ASTRO BOY・鉄腕アトム -アトムハートの秘密-, Astro Boy: Tetsuwan Atomu – Atomu Hāto no Himitsu) ist ein Videospiel im Genre Side-Scrolling Beat ’em up, das 2003 in Japan für den Game Boy Advance veröffentlicht wurde, in den folgenden zwei Jahren folgten Veröffentlichungen in den USA und in Europa. Es basiert auf Astro Boy und bietet neben dem action-orientierten Gameplay eine komplexe Geschichte, die sich vieler Charaktere des Astro-Boy-Universums bedient.

## Spielmechanik
Astro Boy ist in der Lage, Tritte und Schläge auszuführen sowie einen Laserstrahl abzufeuern. Zusätzlich stehen zwei Spezialattacken zur Verfügung, deren Benutzung aber via einer Energieleiste limitiert ist, die Leiste kann durch Treffen von Gegnern angefüllt werden. Astro Boy verfügt zusätzlich auch noch über eine Ausweich-Aktion, die es erlaubt, für einen kurzen Moment in gerader Linie zu fliegen und dabei unverwundbar zu sein. Sämtliche genannten Aktionen lassen sich im Verlauf des Spiels aufleveln, was für mehr Schaden beim Gegner oder größere Reichweite sorgt.
Neben den normalen Side-Scrolling Beat ’em up Leveln verfügt das Spiel auch über Shoot'em Up Level, in denen Astro Boy fliegt, die Tritte und Schläge fallen hier weg, der Laserstrahl sowie die Spezialattacken stehen aber weiterhin zur Verfügung.
Nach einmaligem Durchspielen des zuerst linearen Spiels bekommt der Spieler die Möglichkeit, über eine Levelauswahl vorherige Abschnitte noch einmal zu besuchen, dieses erlaubt ihm die Suche nach versteckten Charaktere, welche benötigt werden, um in der Geschichte voranzukommen und das eigentliche Ende des Spiels zu sehen.

## Rezeption
Die Kritiken zu Astro Boy: Omega Factor fielen positiv aus. So wurde die für Game Boy Advance Verhältnisse gute Grafik gelobt, sowieso die gute Ausnutzung der Astro-Boy-Lizenz durch eine komplexe Geschichte, die weit über im Genre übliche Standards hinausging. Die Bosskämpfe und die Möglichkeit, seinen Charakter aufzuleveln, wurde ebenso lobend erwähnt. Als negativer Punkt wurden die Slowdowns aufgeführt, die an einigen Stellen im Spiel auftreten.
GameSpot nannte es einen der besten Action-Titel auf dem Game Boy Advance, während 1up es einen der besten 2D-Sidescroller der letzten Jahre nannte. Auf Metacritic wird es mit einem Testdurchschnitt von 85 Prozent geführt.